# Festivalbar 1997 (compilation)
Festivalbar 1997 è una compilation di brani musicali famosi nel 1997, pubblicata nell'estate di quell'anno in concomitanza con l'edizione omonima del Festivalbar. La compilation era divisa in realtà in tre diverse pubblicazioni: una, intitolata Festivalbar '97, con inclusi i brani di maggior successo e pubblicata dalla Mercury, le altre due, Festivalbar latino e Festivalbar Superdance, erano pubblicate dalla Polydor ed erano tematiche, includendo rispettivamente i principali successi di pop latino e di musica dance, generi che andavano per la maggiore in quegli anni.
La compilation Festivalbar era divisa in due dischi.

## Festivalbar '97

### Disco 1
1. Jovanotti – Questa è la mia casa
2. Lisa Stansfield – The Real Thing
3. Spice Girls – Who Do You Think You Are
4. Articolo 31 – Così e cosà
5. Hanson – Mmmbop
6. Skunk Anansie – Hedonism (Just Because You Feel Good)
7. Patty Pravo – Pensiero stupendo
8. Litfiba – Goccia a goccia
9. Franco Battiato – Di passaggio
10. No Doubt – Don't Speak
11. Nek – Sei grande
12. Ivana Spagna – Indivisibili
13. Bee Gees – Alone
14. Zucchero – Niente da perdere
15. Riccardo Cocciante – Ti amo ancora di più
16. Roberto Vecchioni – El bandolero stanco
17. U2 – Discothèque

### Disco 2
1. Pino Daniele – Che male c'è
2. Texas – Say What You Want
3. Warren G – I Shot the Sheriff
4. Ligabue – I ragazzi sono in giro
5. Carmen Consoli – Venere
6. Jon Bon Jovi – Midnight in Chelsea
7. Biagio Antonacci – Non parli mai
8. Marina Rei – Primavera
9. Dirotta su Cuba – Jesahel
10. Lucio Dalla – Ballando ballando
11. Gary Barlow – Love Won't Wait
12. Samuele Bersani – Coccodrilli
13. Khaled – Aïcha
14. Mango – Credo
15. Paola Turci – Sai che è un attimo
16. INXS – Elegantly Wasted
17. Francesco Baccini – Vado di nuovo al mare
18. Anna Oxa – Medley: Tutti i brividi del mondo, È tutto un attimo, Donna con te

## Festivalbar latino
1. Rosana – El talisman
2. Energipsy – Chica bem
3. La Fuertezza – Fiesta flamenca
4. Skan – Garota national
5. Frankie Ruiz – I Can't Get No (Satisfaction)
6. Marie Claire D'Ubaldo – The Rhythm Is Magic
7. Ricky Martin – (Un, dos, tres) María
8. Proyecto Uno – Latinos
9. E O Tchan – E O Tchan
10. Azúcar Moreno – Bandolero
11. Los Locos – Tic tic tic tac
12. Heartists – Belo Horizonti
13. Ketama – No estamos lokos (Kalikeno)
14. Camarones – Yo yo ya ya
15. Sunbrothers – Tell Me What
16. Natalia Estrada – Bananas y frambuesa
17. Hamyna – Ay la vida ay l'amor
18. Salsakids – Jovenes
19. Missiego – Mueve tu cu cu
20. Mexcal – Cachete pechito y'ombelico

## Festivalbar '97 Superdance
1. Whirlpool Productions – From: Disco To: Disco
2. Blackwood – My Love for You
3. Livin' Joy – When Can I Find Love
4. Chase – Obsession
5. Gala – Let a Boy Cry
6. Simone Jay – Wanna B Like a Man
7. Ti.Pi.Cal. – Hidden Passion
8. Regina – Day by Day
9. Molella e Phil Jay – It's a Real World
10. Apollo 440 – Ain't Talkin' 'bout Dub
11. Smoke City – Underwater Love
12. Alexia – Uh la la la
13. Ghetto People – Fever
14. Double You – Somebody
15. Nuyorican Soul – Runaway
16. Gina G – Fresh!
17. Jamiroquai – Alright
18. Bob Marley – Fallin' In & Out of Love
19. The Cardigans – Lovefool
20. Co'Bra – Love Sweet Love

## Classifiche

### Festivalbar
| Classifica (1997)                     | Posizione |
| ------------------------------------- | --------- |
| Classifica degli album italiana       | 1         |
| Classifica di fine anno italiana 1997 | 17        |

### Festivalbar latino
| Classifica (1997)                     | Posizione |
| ------------------------------------- | --------- |
| Classifica degli album italiana       | 5         |
| Classifica di fine anno italiana 1997 | 25        |

### Festivalbar superdance
| Classifica (1997)                     | Posizione |
| ------------------------------------- | --------- |
| Classifica degli album italiana       | 11        |
| Classifica di fine anno italiana 1997 | 51        |